# Empis recordabilis
Empis recordabilis är en tvåvingeart som beskrevs av Collin 1933. Empis recordabilis ingår i släktet Empis och familjen dansflugor. Inga underarter finns listade i Catalogue of Life.